# Morbiditat
Morbiditat és la quantitat de persones que pateixen una malaltia en un lloc i temps determinat. En el sentit de l'epidemiologia es pot ampliar a l'estudi i quantificació de la presència i efectes d'una malaltia en una població.
La taxa de morbiditat és la freqüència d'una patologia en proporció a una població. El còmput de la taxa de morbiditat requereix que s'especifiqui el període i el lloc. Les taxes de morbiditat més freqüentment usades són les següents:
- Prevalença: És el nombre de tots els casos (antics i nous) d'un fenomen en un moment donat del temps (prevalença de punt) o durant un període definit de temps (prevalença de període). Exemple: la prevalença d'Alzheimer i altres tipus de demència en persones de més de 70 anys al Prat de Llobregat és de 9,4%.[2]
- Incidència: És la freqüència amb què s'agreguen nous casos d'una malaltia en un període i àrea determinades. Exemple: a Catalunya el desembre 2017 la grip tenia una incidència de 164 nous casos per setmana per 100.000 habitants en la població de menys de quatre anys.[3]